# John Shore, 1:e baron Teignmouth

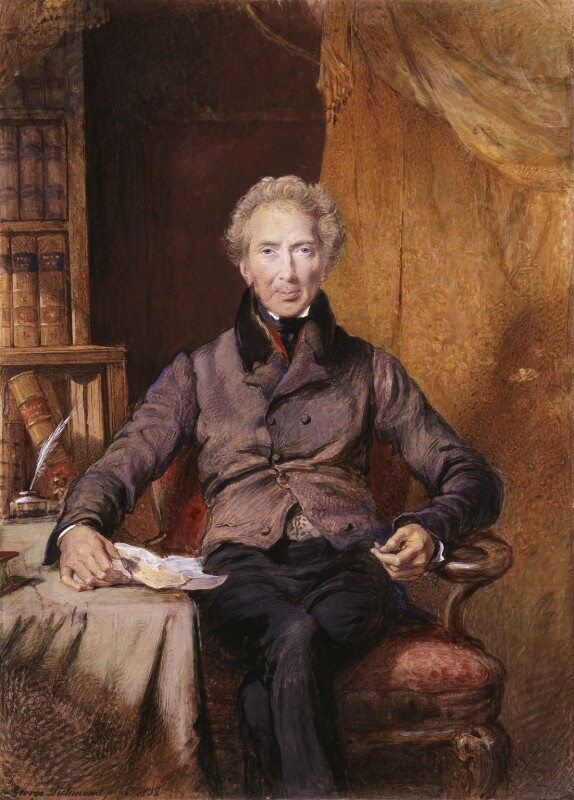
John Shore, 1:e baron Teignmouth 1832.

John Shore, 1:e baron Teignmouth, född 8 oktober 1751, död 14 februari 1834, var en anglo-indisk generalguvernör, far till Charles Shore, 2:e baron Teignmouth.
Shore inträdde 1769 som skrivare i Ostindiska kompaniets tjänst, var 1775–1780 som medlem av skatterådet i Calcutta en bland Warren Hastings dugligaste medhjälpare och stod 1787–1789 som medlem av högsta rådet vid lord Cornwallis sida vid genomförandet av dennes finansreformer. 
Shore blev 1792 baronet (sir John Shore) och var 1793–1798 generalguvernör över Indien. Som sådan förde han en rätt eftergivande non-interventionspolitik. Shore blev 1798 upphöjd till irländsk peer som baron Teignmouth. Han tillhörde efter sin hemkomst till England kontrollrådet för Indien 1807–1828 samt var Brittiska och utländska bibelsällskapets förste president. En levnadsteckning över lord Teignmouth utgavs 1843 av hans son.